# Oncala
Oncala település Spanyolországban, Soria tartományban. Oncala Estepa de San Juan, Arévalo de la Sierra, Las Aldehuelas, Villar del Río, San Pedro Manrique, Valtajeros és Castilfrío de la Sierra községekkel határos. Lakosainak száma 61 fő (2024).

## Népesség
A település népessége az elmúlt években az alábbi módon változott:
| Lakosok száma | 106  | 105  | 101  | 94   | 100  | 84   | 74   | 75   | 65   | 61   |
|               | 2001 | 2004 | 2007 | 2009 | 2012 | 2014 | 2017 | 2019 | 2022 | 2024 |